# Lidija Grigor'eva
Lidija Nikolaevna Grigor'eva (in russo Лидия Николаевна Григорьева?; 25 gennaio 1974) è un'ex mezzofondista e maratoneta russa.
Ha vinto la maratona di Boston (2007), la maratona di Los Angeles (2006), la maratona di Chicago (2008) e la maratona di Parigi (2005).

## Palmarès

### Europei
- 1 medaglia:
  - 1 bronzo (Göteborg 2006 nei 10000 metri piani)

## Altre competizioni internazionali
2005
- Oro alla Maratona di Parigi ( Parigi) - 2h27'00"

2007
- Oro alla Maratona di Boston ( Boston) - 2h29'18"

2008
- Oro alla Maratona di Chicago ( Chicago) - 2h27'17"